# Ansonia latidisca
Ansonia latidisca är en groddjursart som beskrevs av Robert F. Inger 1966. Ansonia latidisca ingår i släktet Ansonia och familjen paddor. IUCN kategoriserar arten globalt som starkt hotad. Inga underarter finns listade i Catalogue of Life.